# Samorząd Regionu Har Chewron
Samorząd Regionu Har Chewron (hebr. מועצה אזורית הר חברון) – samorząd regionu położony w Dystrykcie Judei i Samarii, w Izraelu.
Samorządowi podlegają osady rolnicze położone w południowej części Judei, w otoczeniu terytoriów Autonomii Palestyńskiej.

## Osiedla
W 3 moszawach i 12 wsiach żyje tutaj około 8500 mieszkańców.

### Moszawy
| - Karmel - Ma’on | - Mecadot Jehuda |

### Wsie
| - Adora - Eszkolot - Bet Chaggaj - Negohot - Otni’el - Pene Chewer | - Sansana - Szani - Szima - Suseja - Telem - Tene Omarim |

### Nieautoryzowane osiedla
- Asa’el
- Awigail
- Chawat Ma’on
- Chawat Mor
- Micpe Ja’ir
- Micpe Lachisz
- Nof Neszer
- Bejt ha-Kneset ha-Atika Susia/Susia ha-Atkia
- Susia Cafon-Ma’araw
- Talmej Chaim